# Nati nel 1760
| Questa pagina contiene informazioni ricavate automaticamente dalle voci biografiche con l'ausilio del template Bio e di un bot. L'aggiornamento è periodico e automatico e ricostruisce completamente la pagina. Se manca una persona in questa lista, sei pregato di non aggiungerla, ma accertati piuttosto che la sua voce biografica contenga il template Bio e che i dati anagrafici siano correttamente compilati. Se il template Bio manca, inseriscilo tu stesso o, in alternativa, metti l'avviso {{tmp\|Bio}} che ne segnala la mancanza. Se i dati riportati sono sbagliati, correggi direttamente la voce biografica; le modifiche saranno visibili in questa lista entro pochi giorni. Per chiarimenti vedi il progetto biografie. La lista contiene solo le 199 persone che sono citate nell'enciclopedia e per le quali è stato implementato correttamente il template Bio. Pagina aggiornata al 26 giu 2025. |

## Gennaio(15)
- 4 gennaio - Daniel Tállayi, giornalista, editore e politico slovacco († 1816)
- 6 gennaio - Antoinette Gabrielle Danton, francese († 1793)
- 10 gennaio - Guillaume Guillon Lethière, pittore francese († 1832)
- 11 gennaio - Oliver Wolcott Jr., politico statunitense († 1833)
- 12 gennaio - Sof'ja Kostantinovna Clavone, greca († 1822)
- 14 gennaio - George FitzRoy, IV duca di Grafton, nobile e politico britannico († 1844)
- 14 gennaio - Francis Johnston, architetto irlandese († 1829)
- 16 gennaio - Pompilio Pozzetti, letterato italiano († 1815)
- 17 gennaio - Antonio Cesari, linguista e scrittore italiano († 1828)
- 19 gennaio - Carlo Sebastiano Ferrero-Fieschi, nobile, militare e diplomatico italiano († 1826)
- 19 gennaio - Patrick Cotter O'Brien, irlandese († 1806)
- 22 gennaio - Leopold Alois Hoffmann, scrittore, giornalista e agente segreto austriaco († 1806)
- 22 gennaio - Friedrich Johann Lorenz Meyer, avvocato tedesco († 1844)
- 22 gennaio - Georg Michael Wittmann, vescovo cattolico tedesco († 1833)
- 24 gennaio - Joseph Hélie Désiré Perruquet de Montrichard, militare francese († 1828)

## Febbraio(8)
- 3 febbraio - Vincenzo Giaconi, incisore italiano († 1829)
- 5 febbraio - Charlotte de Robespierre, scrittrice francese († 1834)
- 9 febbraio - William Vans Murray, avvocato e politico statunitense († 1803)
- 12 febbraio - Jan Ladislav Dussek, compositore e pianista boemo († 1812)
- 15 febbraio - Jean-François Lesueur, compositore francese († 1837)
- 20 febbraio - Giuseppe Pronio, generale italiano († 1804)
- 22 febbraio - Sofia di Sassonia-Hildburghausen, principessa († 1776)
- 23 febbraio - Luisa Palma Mansi, scrittrice italiana († 1824)

## Marzo(23)
- 1º marzo - François Buzot, politico e rivoluzionario francese († 1794)
- 2 marzo - Camille Desmoulins, politico, avvocato e rivoluzionario francese († 1794)
- 6 marzo - Dora Stock, artista tedesca († 1832)
- 6 marzo - Amalia Zefirina di Salm-Kyrburg, nobile tedesca († 1841)
- 7 marzo - Gilles Joseph Martin Bruneteau, generale e politico francese († 1830)
- 10 marzo - Leandro Fernández de Moratín, poeta, drammaturgo e saggista spagnolo († 1828)
- 10 marzo - Thomas Maitland, militare e politico britannico († 1824)
- 10 marzo - Henry Thornton, politico e economista inglese († 1815)
- 10 marzo - Pierre Villiers, scrittore francese († 1849)
- 13 marzo - Charles-Albert Demoustier, scrittore francese († 1801)
- 15 marzo - Giovanni da Triora, presbitero e missionario italiano († 1816)
- 15 marzo - Youssef Boutros Tyan, patriarca cattolico libanese († 1820)
- 16 marzo - Heinrich Meyer, pittore e critico d'arte svizzero († 1832)
- 19 marzo - Giuseppe Errante, pittore italiano († 1821)
- 24 marzo - Charles Compton, I marchese di Northampton, politico inglese († 1828)
- 24 marzo - Giuseppe Fenaroli Avogadro, politico italiano († 1825)
- 25 marzo - Paul Maria Joseph Senitzer, generale austriaco († 1830)
- 25 marzo - Elizabeth Waldegrave, nobildonna britannica († 1816)
- 26 marzo - Nicolas Clary, politico francese († 1823)
- 27 marzo - Auguste Vestris, ballerino francese († 1842)
- 28 marzo - Georg Adlersparre, generale, politico e scrittore svedese († 1835)
- 28 marzo - Thomas Clarkson, attivista britannico († 1846)
- 29 marzo - William Jones, politico statunitense († 1831)

## Aprile(10)
- 1º aprile - Jean-François Thomas de Thomon, architetto francese († 1813)
- 2 aprile - Jean Léchelle, generale francese († 1793)
- 4 aprile - Josef Ludwig Alois von Hommer, vescovo cattolico tedesco († 1836)
- 9 aprile - Giuseppe de Thurn, militare, imprenditore e banchiere austriaco († 1831)
- 10 aprile - Alvise Mocenigo, politico e imprenditore italiano († 1815)
- 14 aprile - Aleksandr L'vovič Naryškin, nobile russo († 1826)
- 14 aprile - Sigismund Friedrich Hermbstädt, chimico tedesco († 1833)
- 22 aprile - Akbar II, imperatore indiano († 1837)
- 28 aprile - Jean-Denis Barbié du Bocage, geografo e cartografo francese († 1825)
- 30 aprile - Joseph Souham, generale francese († 1837)

## Maggio(15)
- 6 maggio - Robert Hobart, IV conte di Buckinghamshire, politico inglese († 1816)
- 10 maggio - Giuseppe Bavastro, corsaro italiano († 1833)
- 10 maggio - Charles Melchior Artus de Bonchamps, generale francese († 1793)
- 10 maggio - Johann Peter Hebel, scrittore e poeta tedesco († 1826)
- 10 maggio - Claude Joseph Rouget de Lisle, poeta, compositore e militare francese († 1836)
- 10 maggio - Ignazio Thaon di Revel, nobile e militare italiano († 1835)
- 12 maggio - John Bannister, attore teatrale inglese († 1836)
- 14 maggio - Giuseppe Teosa, pittore italiano († 1848)
- 16 maggio - Giuseppe del Rosso, architetto italiano († 1831)
- 17 maggio - Johann Friedrich Hugo von Dalberg, compositore, pianista e letterato tedesco († 1812)
- 18 maggio - Elizabeth Murray, nobile inglese († 1825)
- 23 maggio - Ferdinando Ruggi d'Aragona, patriota e nobile italiano († 1799)
- 26 maggio - Johann Kaspar Friedrich Manso, filologo, insegnante e storico tedesco († 1826)
- 28 maggio - Alessandro di Beauharnais, nobile, politico e generale francese († 1794)
- 29 maggio - Louis-Michel le Peletier de Saint-Fargeau, politico e rivoluzionario francese († 1793)

## Giugno(12)
- 5 giugno - Johan Gadolin, chimico, mineralogista e geologo finlandese († 1852)
- 7 giugno - Humphrey Marshall, politico statunitense († 1841)
- 9 giugno - Francisco Primo de Verdad y Ramos, avvocato messicano († 1808)
- 10 giugno - Ferdinando Bonsignore, architetto e disegnatore italiano († 1843)
- 11 giugno - Maria Cosway, artista e educatrice italiana († 1838)
- 12 giugno - Jean-Baptiste Louvet de Couvray, scrittore, politico e giornalista francese († 1797)
- 13 giugno - Louis Jean-Baptiste Chéret, artista e incisore francese († 1832)
- 16 giugno - Louise Contat, attrice teatrale francese († 1813)
- 20 giugno - Richard Wellesley, I marchese Wellesley, nobile, militare e politico britannico († 1842)
- 22 giugno - Joseph Ludwig Colmar, vescovo cattolico tedesco († 1818)
- 26 giugno - Carlo Aloisio di Fürstenberg, generale austriaco († 1799)
- 28 giugno - Mulay Sulayman, sultano marocchino († 1822)

## Luglio(7)
- 3 luglio - Silas Lee, politico e giudice statunitense († 1814)
- 5 luglio - François Rouph de Varicourt, nobile e militare francese († 1789)
- 8 luglio - Christian Kramp, matematico e medico francese († 1826)
- 11 luglio - François Benoît Hoffmann, drammaturgo e librettista francese († 1828)
- 12 luglio - Giuseppe Maria Foppa, librettista italiano († 1845)
- 28 luglio - Claude Carra Saint-Cyr, generale e diplomatico francese († 1834)
- 31 luglio - Paluzzo Altieri, V principe di Oriolo, principe, militare e politico italiano († 1834)

## Agosto(13)
- 1º agosto - Wilhelm Anton von Klewitz, politico prussiano († 1838)
- 2 agosto - Papa Leone XII, papa, arcivescovo cattolico e cardinale italiano († 1829)
- 3 agosto - Jacques Réattu, pittore francese († 1833)
- 7 agosto - Anna Maria Zwanziger, assassina seriale tedesca († 1811)
- 9 agosto - Gabriele Iudica, archeologo e mecenate italiano († 1835)
- 13 agosto - Giacomo Biga, militare e ingegnere italiano († 1827)
- 18 agosto - Oronzio Massa, generale italiano († 1799)
- 23 agosto - Anna Maria Schultheiss, nobile tedesco († 1840)
- 24 agosto - Francesco Calbo Crotta, politico italiano († 1827)
- 24 agosto - Pietro Rubini, medico italiano († 1819)
- 26 agosto - Ferdinando Boudard, pittore italiano († 1825)
- 31 agosto - Pierre-Joseph Triest, presbitero belga († 1836)
- 31 agosto - Aristide Aubert du Petit-Thouars, esploratore e militare francese († 1798)

## Settembre(14)
- 8 settembre - Domenico Pino, generale italiano († 1826)
- 8 settembre - Antonio Maria Trigona, arcivescovo cattolico italiano († 1835)
- 14 settembre - Luigi Cherubini, compositore italiano († 1842)
- 14 settembre - Maria Luisa Cicci, poetessa italiana († 1794)
- 15 settembre - Bogislav Friedrich Emanuel von Tauentzien, militare tedesco († 1824)
- 17 settembre - Heinrich Joseph Schütz, incisore e disegnatore tedesco († 1822)
- 18 settembre - Jean-Nicolas-Louis Durand, architetto e teorico dell'architettura francese († 1834)
- 19 settembre - Franz Joseph Saurau, politico e diplomatico austriaco († 1832)
- 20 settembre - Henriette Baranius, soprano e attrice tedesca († 1853)
- 21 settembre - Ivan Ivanovič Dmitriev, poeta e politico russo († 1837)
- 21 settembre - Olof Swartz, naturalista e botanico svedese († 1816)
- 21 settembre - Gaetano Valeri, organista e compositore italiano († 1822)
- 25 settembre - Tommaso Gargallo, poeta italiano († 1843)
- 28 settembre - Carl Ulysses von Salis-Marschlins, naturalista, viaggiatore e politico svizzero († 1818)

## Ottobre(24)
- 1º ottobre - William Beckford, scrittore, critico d'arte e politico britannico († 1844)
- 1º ottobre - Friedrich Ernst Ruhkopf, filologo classico tedesco († 1821)
- 4 ottobre - Alexander Rudnay Divékújfalusi, cardinale e arcivescovo cattolico slovacco († 1831)
- 6 ottobre - Giulio Carpegna, presbitero e funzionario italiano († 1826)
- 6 ottobre - Carminantonio Lippi, mineralogista, geologo e vulcanologo italiano († 1823)
- 7 ottobre - Dionisio Bardaxí y Azara, cardinale spagnolo († 1826)
- 7 ottobre - Ramon Strauch Vidal, vescovo cattolico spagnolo († 1823)
- 8 ottobre - Dionisio Alcalá Galiano, militare, cartografo e esploratore spagnolo († 1805)
- 8 ottobre - Francesco Ansaldo Teloni, vescovo cattolico italiano († 1846)
- 9 ottobre - Pierre Gaveaux, tenore e compositore francese († 1825)
- 12 ottobre - Charles Paul Landon, pittore e critico d'arte francese († 1826)
- 12 ottobre - Ottavio Zollio, vescovo cattolico italiano († 1832)
- 17 ottobre - Claude-Henri de Rouvroy de Saint-Simon, filosofo francese († 1825)
- 19 ottobre - Ignazio Greco, vescovo cattolico italiano († 1821)
- 19 ottobre - Karoline Friederike von Haeseler, nobildonna tedesca († 1826)
- 20 ottobre - Christoph Wilhelm Mitscherlich, filologo classico tedesco († 1854)
- 22 ottobre - Costanzo Angelini, pittore, incisore e letterato italiano († 1853)
- 25 ottobre - Arnold Hermann Ludwig Heeren, storico e filologo tedesco († 1842)
- 26 ottobre - Anna von Baggovut, nobildonna russa († 1839)
- 27 ottobre - August Neidhardt von Gneisenau, generale prussiano († 1831)
- 27 ottobre - Richard Strachan, VI baronetto, ammiraglio britannico († 1828)
- 28 ottobre - Alexandre de Lameth, politico e generale francese († 1829)
- 29 ottobre - François Peyrard, matematico, traduttore e bibliotecario francese († 1822)
- 31 ottobre - Antonio Domenico Gamberini, cardinale e vescovo cattolico italiano († 1841)

## Novembre(9)
- 7 novembre - Jean-Baptiste Dumonceau, generale belga († 1821)
- 8 novembre - Asensio Julià, pittore spagnolo († 1832)
- 13 novembre - Jiaqing, imperatore cinese († 1820)
- 14 novembre - Johann Evangelist Brandl, compositore e violinista tedesco († 1837)
- 19 novembre - Giovanni Battista Guglielmini, fisico e religioso italiano († 1817)
- 19 novembre - Giovanni Paradisi, matematico, politico e poeta italiano († 1826)
- 23 novembre - Christian Wilhelm Ahlwardt, filologo classico tedesco († 1830)
- 23 novembre - François-Noël Babeuf, rivoluzionario e giornalista francese († 1797)
- 26 novembre - Celeste Coltellini, soprano italiano († 1828)

## Dicembre(11)
- 2 dicembre - John Breckinridge, politico statunitense († 1806)
- 3 dicembre - Pietro Avondo, imprenditore italiano
- 3 dicembre - Moritz Balthasar Borkhausen, botanico tedesco († 1806)
- 5 dicembre - Vincenzo Lante Montefeltro della Rovere, VI duca di Bomarzo, nobile italiano († 1811)
- 5 dicembre - Günther Federico Carlo I di Schwarzburg-Sondershausen, principe († 1837)
- 15 dicembre - David Heinrich Hoppe, micologo, botanico e naturalista tedesco († 1846)
- 17 dicembre - Deborah Sampson, militare statunitense († 1827)
- 18 dicembre - Knud Lyhne Rahbek, scrittore danese († 1830)
- 21 dicembre - Karl von Moll, naturalista e politico austriaco († 1838)
- 24 dicembre - Andrea Belli, giurista e letterato italiano († 1820)
- 30 dicembre - Charles Sapinaud, generale francese († 1829)

## Senza giorno specificato(38)
- Lemuel Abbott, pittore britannico († 1803)
- Gaspard-Louis-Charles Adam, scultore francese († 1845)
- Ahmad ibn Idris, mistico marocchino († 1837)
- Richard Allen, religioso statunitense († 1831)
- Sineperver Sultan, ottomana († 1828)
- Heinrich Beck, commediografo tedesco († 1803)
- James Bissett, ammiraglio britannico († 1824)
- Pavel Ivanovič Brjullo, scultore e pittore russo († 1833)
- Donato Carabelli, scultore svizzero († 1839)
- Gaetano Cioni, scienziato, filologo e politico italiano († 1851)
- Adelbert Dankowski, compositore e violista polacco
- Nicholas Diddams, ingegnere britannico († 1823)
- Clelia Durazzo, botanica italiana († 1837)
- David Fisher, attore teatrale inglese († 1832)
- François Fulconis, militare († 1799)
- Giovanni I Giuseppe del Liechtenstein, principe austriaco († 1836)
- Giovanni Francesco Giuliani, arpista, compositore e direttore d'orchestra italiano († 1820)
- Emma Jane Greenland, pittrice, scrittrice e cantante inglese († 1843)
- Antoine-François Gérard, scultore francese († 1843)
- Yukhannan VIII Hormizd, patriarca cattolico ottomano († 1838)
- Athanasios Kanakarīs, politico greco († 1823)
- Katsushika Hokusai, pittore e incisore giapponese († 1849)
- Mladen Milovanović, rivoluzionario serbo († 1823)
- Alessandro Mochetti, incisore italiano († 1812)
- Ndvungunye, politico swati († 1815)
- George Nicholson, attivista e viaggiatore inglese († 1825)
- Maria Jacoba Ommeganck, pittrice fiamminga († 1849)
- Michelangelo Pergolesi, artista italiano († 1801)
- Giuseppe Pichler, incisore italiano († 1820)
- Emanuele Rossi, filosofo e politico italiano († 1835)
- William Thomson, geologo inglese († 1806)
- Mansur Ushurma, religioso, condottiero e politico russo († 1794)
- Vincenza Viganò Mombelli, ballerina e librettista italiana († 1814)
- White Watson, geologo e scultore inglese († 1835)
- Aloysia Weber, soprano tedesco († 1839)
- James Wilson, esploratore britannico († 1814)
- Costantino Ypsilanti, condottiero greco († 1816)
- Joseph von Fölseis, militare austriaco († 1841)